# Сен-Кристоф-ан-Базель (кантон)
Сен-Кристо́ф-ан-Базе́ль (фр. Saint-Christophe-en-Bazelle) — кантон во Франции, находится в регионе Центр, департамент Эндр. Входит в состав округа Исудён.
Код INSEE кантона — 3618. Всего в кантон Сен-Кристоф-ан-Базель входят 12 коммун, из них главной коммуной является Сен-Кристоф-ан-Базель.

## Коммуны кантона
| Коммуна               | Население, чел | Почтовый индекс | Код INSEE |
| --------------------- | -------------- | --------------- | --------- |
| Анжуен                | 350            | 36210           | 36004     |
| Банье                 | 189            | 36210           | 36011     |
| Варенн-сюр-Фузон      | 699            | 36210           | 36229     |
| Дэн-ле-Пуалье         | 488            | 36210           | 36068     |
| Менту-сюр-Наон        | 108            | 36210           | 36115     |
| Орвиль                | 126            | 36210           | 36147     |
| Парпесе               | 248            | 36210           | 36151     |
| Пулен                 | 877            | 36210           | 36162     |
| Самблесе              | 116            | 36210           | 36217     |
| Сен-Кристоф-ан-Базель | 378            | 36210           | 36185     |
| Сент-Сесиль           | 107            | 36210           | 36183     |
| Шабри                 | 2 749          | 36210           | 36034     |

## Население
Население кантона на 2007 год составляло 6 435 человек.
| 1962  | 1968  | 1975  | 1982  | 1990  | 1999  | 2006  | 2007  |
| ----- | ----- | ----- | ----- | ----- | ----- | ----- | ----- |
| 6 638 | 7 158 | 6 573 | 6 344 | 6 224 | 6 181 | 6 393 | 6 435 |